# Montessori College Twente
Het Montessori College Twente is een middelbare school in Hengelo in de Nederlandse provincie Overijssel, en is deel van de openbare scholengemeenschap Hengelo (OSG Hengelo). De school heette tot 2008 Montessori Hengelo. Het gebouw van het Montessori College Twente is gelegen aan de Sloetsweg 153, naast het Bataafs Lyceum, het VMBO-college van De Grundel en de Hogeschool Edith Stein/Onderwijscentrum Twente.
Het Montessori College Twente heeft ongeveer 1450 leerlingen.  Deze komen voornamelijk uit Hengelo, maar ook uit Borne, Haaksbergen, Delden, Goor en andere omliggende plaatsen.
De niveaus die op deze school gevolgd kunnen worden zijn:
- atheneum
- havo
- mavo
- tweetalig onderwijs op het atheneum en havo

Het Montessori College Twente is een van de 15 scholen in het voortgezet onderwijs die werkt vanuit de ideologie van Maria Montessori, het montessorionderwijs.
Daarnaast is het Montessori College Twente een Junior TTO school. Tweetalig onderwijs kan in alle onderwijsvormen en alle leeftijden voorkomen, dus zowel op de basisschool, het vmbo, het voortgezet onderwijs, het mbo, hbo of de universiteit. Meestal gaat het echter om havo en vwo. Op het Montessori College Twente wordt het junior TTO doorgevoerd tot en met klas 3. Op het atheneum is het mogelijk om het CAE- en IB-diploma te behalen. De TTO-leerlingen kunnen in 6-atheneum een International Baccalaureate diploma behalen. Initiatieven op het gebied van tweetalig onderwijs worden in Nederland gecoördineerd door het Europees Platform.